# Премия Хольберга

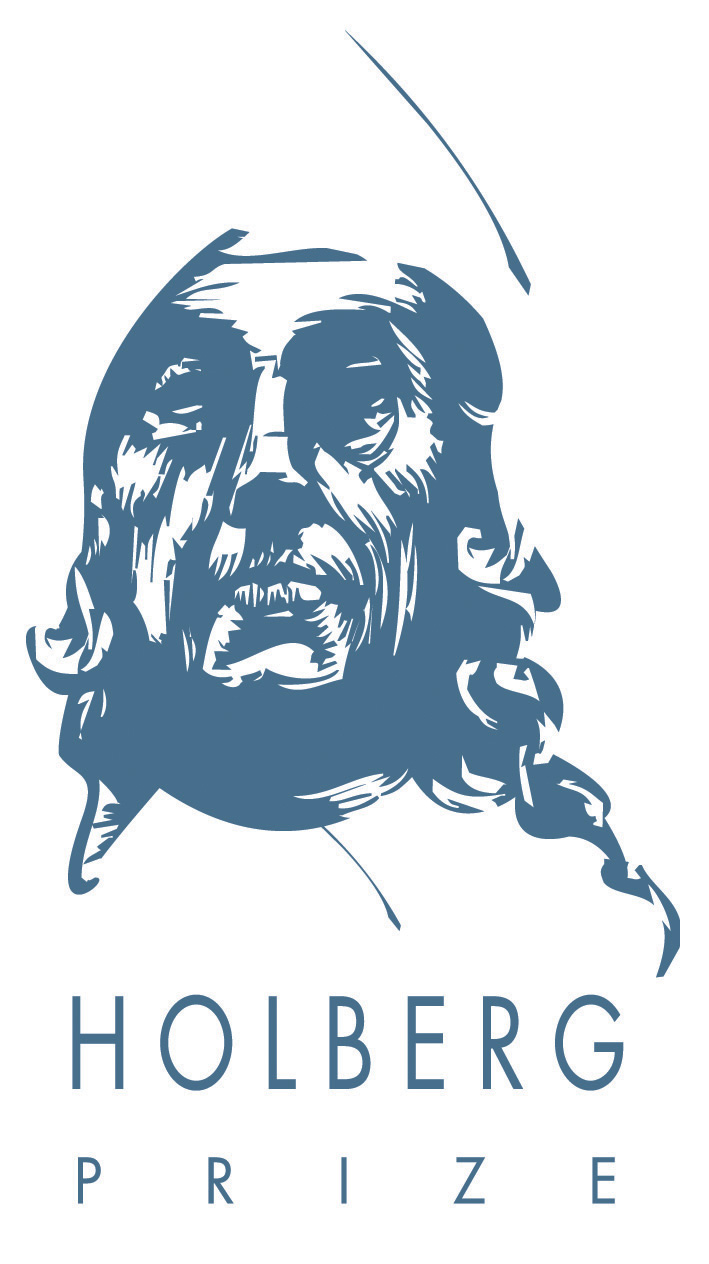
Логотип премии

Премия памяти Людвига Хольберга была учреждена норвежским правительством в 2003 году вслед за Абелевской премией. Это совместный проект правительства и Бергенского университета. Его задача состоит в поощрении выдающихся гуманитариев современности. Является одной из самых престижных в мире академических наград в области гуманитарных и социальных наук. Academic Influence характеризует ее как "менее известную версию Нобелевской премии, специально для гуманитарных наук".
Решение о присуждении премии принимает комитет из четырёх учёных, среди которых три норвежца и один датчанин. Сумма премии с 2018 года составляет 6 млн норвежских крон (с 2003 по 2017 год размер премии составлял 4,5 млн норвежских крон).
Ее называют Нобелевской премией по социальным и гуманитарным наукам.

## Лауреаты
- 2004 —   Юлия Кристева
- 2005 —  Юрген Хабермас
- 2006 —  Шмуэль Эйзенштадт
- 2007 —   Рональд Дворкин
- 2008 —  Фредрик Джеймисон
- 2009 —  Ян Хакинг
- 2010 —   Натали Земон Дэвис
- 2011 —  Юрген Кокка[англ.]
- 2012 —  Мануэль Кастельс
- 2013 —  Бруно Латур
- 2014 —  Майкл Кук[англ.]
- 2015 —  Марина Уорнер
- 2016 —  Стивен Гринблатт
- 2017 —  Онора О’Нил
- 2018 —  Касс Санстейн
- 2019 —  Пол Гилрой?!
- 2020 —   Гризельда Поллок[англ.]
- 2021 —  Марта Нуссбаум
- 2022 —  Sheila Jasanoff[англ.]
- 2023 —  Joan Martinez Alier[англ.]
- 2024 —  Ашиль Мбембе
- 2025 - Гаятри Чакраворти Спивак